# Viljo Saraja
Viljo Saraja (fram till 1927 med efternamnet Snellman), född 1900 i Hausjärvi, Finland, död 1970 i Helsingfors, var en finländsk lärare och författare. Saraja är mest känd för sin prisbelönta roman Det friköpta landet, en roman som handlade om hans egna upplevelser under finska vinterkriget. Den var förbjuden, på grund av påtryckningar från Sovjetunionen, efter andra världskrigets slut fram till 1958. [källa behövs]